# Fare su
Fare su è un singolo del cantautore italiano Frah Quintale, pubblicato l'11 agosto 2017.

## Tracce
1. Fare su – 2:37